# Изяслав (линейный корабль)
«Изяслав» — 64-пушечный (с 1800 года — 74-пушечный) парусный линейный корабль Балтийского флота Российской империи. Один из кораблей типа «Азия». Был заложен в 1782 году в Архангельске, спущен на воду в 1784 году. За время службы принимал участие в русско-шведской войне 1788—90 годов и голландской экспедиции 1799 года. Разобран в 1808 году в Кронштадте.

## История
Корабль был заложен 19 (30) сентября 1781 года на Соломбальской верфи в Архангельске. Строительство корабля велось по проекту адмирала Самуила Грейга под руководством корабельного мастера Михаила Портнова.
16 (27) мая 1784 года он был спущен на воду и введён в состав Балтийского флота. Летом того же года Изявлав в составе эскадры перешел из Архангельска в Кронштадт. В следующем году в составе эскадры находился в практическом плавании к острову Борнхольм в Балтийском море. 20 (31) декабря 1787 года включён в состав средиземноморской эскадры, планировавшейся для действий на этом театре во время начавшейся русско-турецкой войны.
«Изяслав» принял активное участие в русско-шведской войне 1788—90 годов. 23 июня (4 июля) 1788 года корабль в составе эскадры адмирала С. К. Грейга вышел из Кронштадта на поиск противника и 6 (17) июля 1788 года принял участие в Гогландском сражении. Находясь под командованием капитана 2-го ранга Петра Карцова «Изяслав» сражался в составе кордебаталии и потерял из экипажа в ходе сражения 10 человек убитыми и 41 раненными, получив при этом 108 пробоин. В оставшееся время компании корабль в составе флота крейсировал в Финском заливе, вернувшись на стоянку в Ревель 2 (13) октября 1788 года.
2 (13) июля 1789 года в составе эскадры адмирала Василия Чичагова вышел из Ревеля и 15 (26) июля принял участие в Эландском сражении в ходе которого потерял 5 человек убитыми и 5 ранеными. В дальнейшем в составе эскадры крейсировал в районе островов Борнхольм и Готланд, у мыса Дагерорт и 16 (27) августа вернулся в Ревель. С 27 августа (7 сентября) по 11 (22) октября в составе эскадры крейсировал в Финском заливе.
2 (13) мая 1790 года «Изяслав» принимал участие в Ревельском сражении. Под командованием капитана 2-го ранга  Е. К. Сиверса он стоял в первой линии эскадры на шпринге, сделал в ходе сражения 744 выстрела, не потеряв ни одного челна экипажа убитым или раненным. 24 мая (4 июня) в составе ревельской эскадры вышел в море. После встречи на следующий день с кронштадтской эскадрой, объединённый флот 29 мая (9 июня) вошёл в Выборгский залив, где 22 июня (3 июля) состоялось Выборгское сражение. Принимавший участие в сражении «Изяслав» на следующий день вынудил шведский фрегат спустить флаг, а затем способствовал фрегату «Венус» под командованием капитана 2-го ранга Р. В. Кроуна в захвате шведского линейного корабля «Ретвизан». 13 (24) июля 1790 года корабль в составе эскадры вернулся в Ревель, а 13 (24) сентября перешёл в Кронштадт.
Летом 1791 года корабль стоял на кронштадтском рейде и использовался для обучения экипажа. В 1792, 1796 и 1797 годах в составе эскадр находился в практических плаваниях в Балтийском море и Финском заливе.
Во время войны второй коалиции 1799—1802 годов принял участие в голландской экспедиции. 14 (25) августа 1798 года перешёл из Кронштадта в Ревель, а уже 20 (31) августа 1798 года в составе эскадры контр-адмирала П. К. Карцова вышел в  Северное море для совместных действий с британским флотом. У мыса Скаген эскадра попала в сильный шторм и корабли были вынуждены укрыться в Гельсиноре, где простояли до 29 сентября (10 октября) 1798 года, отправившись затем далее в пролив Каттегат и в Северное море. 3 (13) октября 1798 года в районе Доггер-банки на «Изяславе» открылась сильная течь и он был вынужден для ремонта зайти в Христианзанд. Выйдя в море после ремонта 1 (12) ноября 1798 года встретил флагманский корабль «Принц Густав», имевшем сильную течь после шторма. 4 (15) ноября 1798 года, после совета командиров на котором было принято решение оставить тонущий корабль, команда «Изяслава» спустила все гребные суда и перевезла на свой борт экипаж терпящего бедствия корабля, включая командующего эскадрой контр-адмирала П. К. Карцова. 9 (20) ноября 1798 года «Изяслав» прибыл в Ярмут и до апреля 1799 года находился в устье Темзы. В мае того же года был поставлен в док для ремонта, где находился до 13 (24) июня 1799 года. 8 (19) июля 1799 года в составе отряда контр-адмирала Михаила Борисова вышел в Россию и 14 (25) августа 1799 года прибыл в Кронштадт.
В 1800, 1801 и 1803 годах находился в практических плаваниях в Финском заливе в составе эскадр. 3 (15) июля 1800 года принимал участие в маневрах и стрельбах у Красной Горки в присутствии императора Павла I. 17 (29) июня 1804 года на кронштадтском рейде корабль посетил Александр I. В июле—августе 1804 года  «Изяслав» с десантом на борту в составе эскадры крейсировал в Балтийском море до острова Борнхольм.
Разобран в 1808 году в Кронштадте.

## Командиры
Командирами корабля в разное время служили:
| - B. С. Шубин (1784 год); - П. К. Карцов (1785, 1788—89 годы); - Е. К. Сиверс (1790—92 годы); - М. А. Шепинг (1796 год); - А. В. Певцов (1797 год); | - А. Ф. Клокачёв (1798—99 годы); - М. И. Муханов (1800 год); - Р. П. Шельтинг (1801, 1803 годы); - Е. И. Лутохин (1804 год); - П. А. Боиль (1805 год). |